# 迪吉奧吉奧 (加利福尼亞州)
迪吉奧吉奧（英語：Di Giorgio）是位於美國加利福尼亞州克恩縣的一個非建制地區。該地的面積和人口皆未知。

## 地理
迪吉奧吉奧的座標為35°15′10″N 118°51′05″W / 35.25278°N 118.85139°W，而該地的平均海拔高度為148米（即486英尺）。